# غونتر شوماخر
غونتر شوماخر (بالألمانية: Günther Schumacher) مواليد 27 يونيو 1949 في روستوك، هو دراج ألماني سابق. سبق أن شارك في دورة الألعاب الأولمبية الصيفية وفاز بميدالية أولمبية.

## الميداليات
| الميدالية | المسابقة                       |
| --------- | ------------------------------ |
| ذهبية     | الألعاب الأولمبية الصيفية 1972 |
| ذهبية     | الألعاب الأولمبية الصيفية 1976 |

## روابط خارجية
- غونتر شوماخر على موقع أرشيف الدراجات (الإنجليزية)
- غونتر شوماخر على موقع إحصائيات الدراجات الإحترافية (الإنجليزية)
- غونتر شوماخر على موقع CycleBase (الإنجليزية)
- غونتر شوماخر على موقع أوليمبيديا (الإنجليزية)